# Агесіполід I
Агесіполід I (грец. Ἀγησίπολις) — спартанський цар з роду Агіадів який правив у 395–380 роках до нашої ери. Син Павсанія.

## Правління
За Плутархом, став царем у юному віці через вигнання спартанцями його батька. Державними справами займався мало, передавши їх своєму співправителю Агесілаю. Хоч традиційно спартанські царські роди ворогували між собою, але Агесіполід та Агесілай були виключенням. Вони навіть ходили до однієї фітідії.
389 року до нашої ери молодий Агесіполід очолив похід на Аргос. Завдяки раптовості напад вдався і завдав чимало шкоди аргосцям.
385 року до нашої ери, після коринфської війни спартанці відправили послів до Мантінеї з вимогою знести міські стіни. Оскільки жителі міста відмовилися робити подібне, то лакедемоняни відправили проти них військо на чолі з Агесіполідом. Спершу той наказав плюндрувати землі мантінейців в надії змусити їх цим до покори, але вони не задлися. Тоді спартанці розпочали облогу — за наказом царя вони оточили вороже місто ровом та стіною, а потім загатили річку Офіс яка протікала через Мантінею. Річка розлилася і затопила місто — вода стояла не дуже високо, але вище фундаментів будинків та стін. Поступово нижня частина складених з саману стін почала розмокати і врешті міські мури почали тріскатися та хилитися, бо розмоклі фундаменти не могли втримати стін. Мантінейці тоді погодилися знести частину своїх мурів, але відчуваючи свою силу спартанці поставили вимогою миру щоб жителі припинили жити в одному місті, а розселилися окремими селами. Тим довелося погодитися і розділитися на чотири села. Спартанці прогнали вождів демократичної партії і запровадили аристократичне правління.
382 року до нашої ери лакедемоняни злякавшись ростом потуги Олінфа відправили до Халкідіки військо під орудою Телевтія яке наступного року було розбите під стінами цього міста, а сам Телевтій загинув. Спартанці вирішили продовжити війну і зібрати нове велике військо на чолі з Агесіполідом. 380 року до нашоїх ери ця армія на чолі з Агесіполідом прийшла в Халкідіку і стала під Олінфом. Оскільки олінфяни не наважилися вийти в поле, то цар наказав сплюндрувати околиці і узявся за невеликі союзні Олінфу містечка з яких йому вдалося захопити Торону. Того часу в нього почалася тяжка гарячка і за сім днів він помер в храмі Діоніса в Афіті.